# Serralada d'Ilirnei
La serralada Ilirnei (en rus: Илирнейский кряж) és una serralada de muntanyes del Districte autònom de Txukotka, a l'Extrem Orient de la Federació Russa. Administrativament la serralada forma part del districte de Bilíbino. El poble d'Ilirnei es troba a 20 quilòmetres al sud-oest de la zona central de la serralada. Bilíbino es troba a l'oest de l'extrem occidental de la serralada.

## Geografia
El punt més alt de la serralada Ilirney és la muntanya Dvukh Tsirkov (Двух Цирков, que significa "Dos circs"), la qual fa 1.785 metres sobre el nivell del mar. Altres cims alts de la serralada és a 1.659 metres sobre el nivell del mar, Siputxi Kamen (Сыпучий Камень) i, a 1.459 metres sobre el nivell del mar, Radialnaia (радиальная). Al sud-est de la serralada s'aixeca la serralada Aniui, a l'oest limita amb les serres de Kirganai i Txuvanay, al nord amb la serralada Rautxuan i a l'est amb l'altiplà d'Anàdir. La serralada Ilirnei forma part del sistema de serralades de Sibèria Oriental i és un dels subintervals de les terres altes d'Anàdir.
Dos bells llacs es troben sota els vessants al sud de la serralada, el llac Ilirnei i el llac Titil. El riu Rautxua flueix a través de la serralada i el riu Mali Aniui al sud i al sud-oes seu. El Nomnunkuveem, un dels afluents dels rius que formen el riu Txaun, flueix cap al nord des dels vessants nord. Diversos rius més petits tenen les seves fonts a la serralada Ilirnei, inclòs el riu Tilvaam.

## Flora i clima
Hi ha boscos escassos de làrix a les valls dels rius i els vessants de les muntanyes estan coberts de prats alpins. El clima de la serralada Ilirnei és subàrtic, com tota la zona circumdant a la serralada.

## Minerals
S'ha trobat un dipòsit de coure a prop de la muntanya Dvukh Tsirkov.